# Quanta laetitia
Quanta laetitia es una encíclica del Papa León XII publicada el 13 de febrero de 1827 en la que promulga una reorganización de la Iglesia presente en Escocia.
En este contexto, el pontífice reorganiza los dos vicariatos apostólicos existentes (norte y sur) creando una nueva estructura con tres Vicariatos Apostólicos, a saber: Oeste, Este y Norte. Esta decisión del Papa se basó en la propuesta entregada por el Obispo titular de Cybistra don Alexander Paterson, quedando constituida dicha división de la siguiente manera:
- El Distrito Este pasó a incluir: Lothian, Perth, Fife, Clackmannan, Stirling, Angus, Dumfries, Kirkcudbright y Roxburgo; la sede de la Vicaría en tanto, se instituyó en Edimburgo.

- El Distrito Oeste pasó a incluir: Lanark, Renfrew, Dumbarton, Argyll, Wigtown, las Hébridas Exteriores y la parte suroeste de Inverness; la sede de la Vicaría en tanto, se instituyó en Glasgow.

- El Distrito Norte pasó a incluir: la parte norte de Inverness, Aberdeen, Banff, Moray, Nairn, Ross, Cromarty, Sutherland, Caithness, Orkney y Shetland; la sede de la Vicaría en tanto, se instituyó en Aberdeen.